# Syllepte amoyalis
Syllepte amoyalis là một loài bướm đêm trong họ Crambidae.